# 893 v.Chr.
Het jaar 893 v.Chr. is een jaartal volgens de christelijke jaartelling.

## Gebeurtenissen

### Egypte
- Begin van de regeerperiode van farao Sjosjenq II en later van Takelot I.